# Римский метрополитен
Ри́мский метрополите́н (итал. Metropolitana di Roma) — подземная транспортная система в Риме. Открылась в 1955 году. Состоит из трёх линий — линии А (оранжевая), линии B (синяя) и линии С (зелёная). В перспективе — строительство четвёртой линии D. Линии А и В пересекают город крест-накрест и имеют пересадочный узел на станции «Термини», после продления линии С на один перегон в 2018 году появился второй узел на станции «Сан-Джованни». В римском метрополитене действует линейно-маршрутная система движения поездов с двумя пересадочными станциями.
Управляющая компания метрополитена также контролирует пригородные железнодорожные сообщения. Первая линия — Рим — Лидо — соединяет город с приморской Остией и является практически частью метрополитена, используя аналогичные поезда. Линия Рим — Пантано считается узкоколейной железной дорогой, но фактически ближе к трамваю. Линия Рим — Норд пригородная железная дорога.
Метрополитен в Риме развит значительно слабее, чем в других европейских столицах. Общая длина путей составляет всего 60 км. Для сравнения, в Берлинском метрополитене общая длина путей составляет 151,7 км, в Лондонском — 402 км, а в Московском — 435,7 км.
Все станции римского метро открываются в 5:30, время закрытия зависит от линии и дня недели: с воскресенья по четверг последние поезда отправляются от конечных в 23:30, а по пятницам и субботам — в 1:30.

## История
Строительство метро в Риме было начато по приказу Бенито Муссолини в 1937 году. Завершить строительство планировалось к Всемирной выставке EUR-42, но начавшаяся Вторая мировая война помешала этим планам. Часть тоннелей, которые были построены, во время войны использовались в качестве бомбоубежищ.
Строительство было продолжено в 1948 году, и уже в 1955 году (9 февраля) была открыта первая линия B. Запустил движение поездов от станции «Термини» в сторону делового района EUR президент Итальянской республики Луиджи Эйнауди. 
Линия А была открыта в 1980 году, а линия С — в 2014.
Появление новых станций римского метро осложняется тем, что строители часто натыкаются на древнеримские артефакты (в 2017 году были сделаны две находки: казармы и дом II века с мозаикой и фресками, в 2018 году раскопали каменный дом, который мог принадлежать древнеримскому военачальнику). Если прокладка тоннелей возможна ниже уровня расположения большинства раскопок, то строительство вентиляционных шахт и выходов со станций вызывает немало сложностей, так как  они будут затрагивать культурный слой.  
В рамках соглашения властей Москвы и Рима об «обмене» станциями в московском метрополитене появилась станция «Римская» (открыта в 1995 году), а в Риме должна была появиться станция Mosca. Однако её открыли под названием Cipro («Чипро»), а станцию Mosca запланировали построить на ответвлении линии B после Jonio. В Миланском метрополитене, однако, есть станция «Москова» (итал. Moscova).

## Сеть
Метрополитен состоит из трёх линий и ответвления от станции Болонья на линии В.
| Линия                | Конечные                                | Открыта              | Последнее продление  | Длина (км) | Количество станций | Пассажиропоток (тыс. чел. в сутки) | Время в пути (мин) |
| -------------------- | --------------------------------------- | -------------------- | -------------------- | ---------- | ------------------ | ---------------------------------- | ------------------ |
|                      | Баттистини ↔ Ананьина                   | 1980                 | 2000                 | 18,4       | 27                 | 400                                | 41                 |
|                      | Лаурентина ↔ Ребиббия                   | 1955                 | 1995                 | 18,1       | 22                 | 300                                | 39                 |
| Лаурентина ↔ Йонио   | 2012                                    | 2015                 | 17,2                 | 19         |                    | 300                                | 39                 |
| Всего на линии B-B1: | Всего на линии B-B1:                    | Всего на линии B-B1: | Всего на линии B-B1: | 22,9       | 26                 |                                    |                    |
|                      | Монте Компатри — Пантано ↔ Сан-Джованни | 2014                 | 2018                 | 18,1       | 22                 | 62                                 | 35                 |
| Всего:               | Всего:                                  | Всего:               | Всего:               | 59,4       | 74                 | 762                                |                    |

## Линия A
Пересекает город с северо-запада на юго-восток и включает в себя 27 станций. Конечные — «Баттистини» и «Ананьина». Линия обозначается оранжевым цветом.
Проектирование было начато в 1959 году, линия планировалась перпендикулярной к уже существовавшей линии В. Работы над линией продолжились в 1964 году в районе Тусколана, но слабая организация работ вызвала ряд задержек. Первоначально предложенный метод строительства создал проблемы для движения наземного транспорта на юго-востоке города. Работа возобновилась снова через пять лет уже с использованием туннелей, которые позволили решить транспортные проблемы, но вызвали волну протестов, связанных с колебаниями, вызванными работой бурильных машин. Работа также часто прерывалась в связи с археологическими раскопками, особенно в районе Пьяцца делла Република.
В строй линия вступила в феврале 1980 года. В конце 90-х она была продлена до станции «Баттистини».

## Линия B
Несмотря на своё название, линия является первой в Риме. Она пересекает город с северо-востока на юго-запад и включает в себя 22 станции. Конечные — «Ребиббия», «Лаурентина» (расположена к востоку от EUR) и «Йонио» Она обозначается синим цветом.
Проектирование линии началось в 30-х годах, когда фашистское правительство находилось в поиске способа связать между собой вокзал Термини и новый район на юге города, где планировалось строительство комплекса к всемирной выставке, которая должна была пройти в городе в 1942 году, но не состоялась из-за вступления Италии во Вторую мировую войну. Работы были прерваны, но часть туннелей между станциями «Термини» и «Пирамиде» была закончена и использовалась в качестве бомбоубежищ.
Работы возобновились в 1948 году, одновременно с перестройкой бывшего выставочного комплекса в коммерческий квартал. Официальное открытие состоялось 9 февраля 1955 года, регулярное движение поездов началось на следующий день.
В 1990 году линия была продлена от станции «Термини» до станции «Ребиббия» на востоке города и была полностью модернизирована.
В 2012 году на северо-востоке города было открыто ответвление линии B от станции «Болонья» до станции «Конка д’Оро» и организовано вилочное движение. В настоящий момент линия продлена до станции «Йонио».

## Линия Рим — Лидо
Сооружение линии началось после Первой мировой войны и было завершено в 1924 году. Функционировать она начала как паровая железная дорога, но уже год спустя была электрифицирована.
В настоящее время она является частью метрополитена, хотя и не связана с двумя основными линиями. Линия начинается на станции «Порта Сан Паоло» возле станции «Пирамиде» линии B и тянется вдоль неё до станции «EUR Мальяна», после чего поворачивает на запад к Остии.
В будущем планируется продление линии к югу до Торваяники.

## Линия C
Линия свяжет Пантано и северную часть Рима. В результате линия станет первой, вышедшей за пределы города. 12 мая 2018 года линия была продлена до станции «Сан-Джованни» с пересадкой на линию А, проектируется участок до станции «Колизей» на линии В. Пересечение с запланированной линией D будет на станции «Пьяцца-Венециа». На всех станциях линии установлены платформенные раздвижные двери.
Первая часть линии включает в себя 15 станций от «Ченточелле» до «Пантано». Вторая часть продлила линию до «Пьяцца-Лоди» и включает в себя ещё 6 станций. Всего на линии запланировано 30 станций.

## Оплата проезда
Стоимость проезда в метро Рима составляет € 1.50, билет действителен в течение 100 минут с момента активации и может использоваться на других видах общественного транспорта. В продаже также имеются проездные билеты на 24 часа стоимостью € 7,00, на 48 часов — € 12,50, на 72 часа — € 18,00. Дети до 10 лет могут пользоваться любым общественным транспортом бесплатно, при условии, что они сопровождаются взрослым пассажиром с оплаченным билетом. Кроме этого существуют месячные — € 35,00 (именной) и € 53,00 (неименной), а также годовые проездные карты за € 250,00.